# Alfred Gille

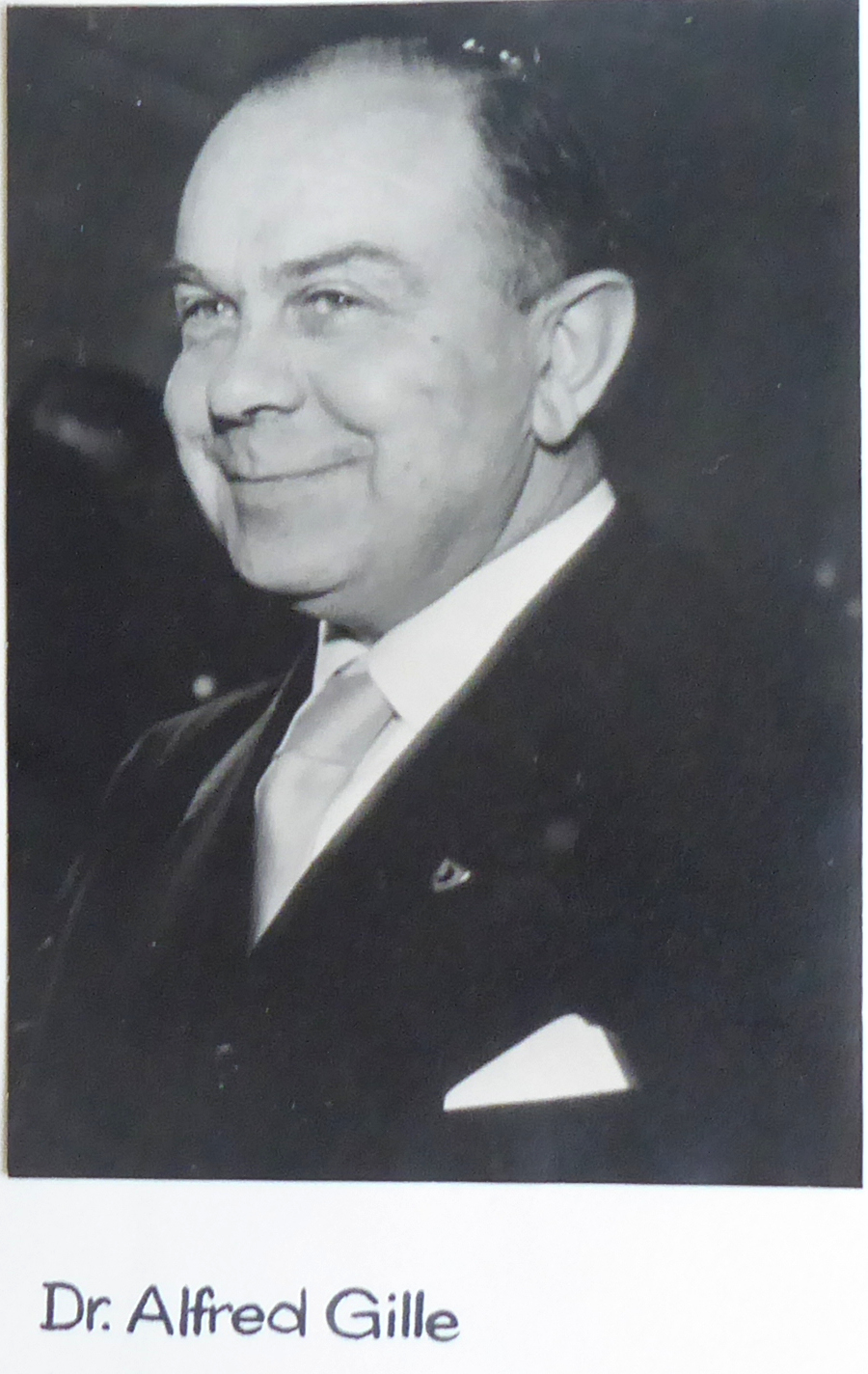
Alfred Gille

Alfred Gille (* 15. September 1901 in Insterburg/Ostpreußen; † 18. Februar 1971 in Rheinbach) war ein deutscher Politiker (GB/BHE) und Jurist.

## Leben und Beruf
Alfred Gille, der evangelisch war, war der Sohn eines Berufssoldaten. Er besuchte bis zum Abitur im Jahre 1920 das Realgymnasium in Insterburg und absolvierte anschließend in Königsberg und München ein Studium der Rechtswissenschaften, das er 1923 mit dem Referendariatsexamen abschloss. Er trat 1920 der Burschenschaft Alemannia Königsberg bei. 1927 wurde er Assessor beim Amtsgericht Königsberg und wurde im Jahr darauf mit der Arbeit „Wesen und Folgen der Rechtshängigkeit im Strafprozeß“ zum Doktor der Rechte promoviert. Im selben Jahr wurde er als 26-Jähriger zum Bürgermeister von Lötzen gewählt und war damit der jüngste Bürgermeister in Ostpreußen.
1933 trat Gille der SA bei (letzter Dienstrang: Truppführer). Nach Lockerung der vierjährigen Aufnahmesperre trat er zum 1. Mai 1937 der NSDAP bei (Mitgliedsnummer 6.019.687), deren Gauleitung Ostpreußen er zeitweise angehörte. Lange wurde behauptet, Gille sei Beisitzer am Volksgerichtshof gewesen. Dieses ist aber zumindest nach Danker und Lehmann-Himmel fraglich.
Im Zweiten Weltkrieg war Gille zunächst Artillerieoffizier. Im Oktober 1941 kam er als Kriegsverwaltungsrat zur Frontleitstelle Krakau. Im Sommer 1942 wurde er zunächst Stadtkommissar der Militärverwaltung, dann von November 1942 bis Oktober 1943 nach formaler Entlassung aus der Wehrmacht Gebietskommissar für den Kreis Saporoschje-Stadt im Reichskommissariat Ukraine. In dieser Funktion wirkte er an der Deportation Tausender Zwangsarbeiter ins Deutsche Reich und an den verwaltungsmäßigen Maßnahmen mit, die beim Rückzug der Wehrmacht im Herbst 1943 getroffen wurden und die Zerstörung der Stadt und den Tod vieler Einwohner in Kauf nahmen. Nachdem Gille von November 1943 bis März 1944 als leitender Sachbearbeiter für die Abwicklung des Verwaltungsapparates des Reichskommissariats Ukraine zuständig war, amtierte er von März bis Juli 1944 als Gebietskommissar für das Kreisgebiet Nowogrodek im Generalbezirk Weißruthenien, ehe er von Juli 1944 bis Kriegsende noch einmal für die Wehrmacht als Ordonnanzoffizier des Artillerieregiments 1711 eingesetzt wurde. Schwartz beurteilt Gilles Verhalten dergestalt, dass er „kein Vertreter exzessiver persönlicher Gewaltausübung, aber sehr wohl ein Repräsentant der bürokratisch organisierten strukturellen Gewalt des NS-Besatzungsregimes in Osteuropa“ gewesen sei. Von 1945 bis 1948 befand Gille sich in sowjetischer Kriegsgefangenschaft und kam dann als Heimatvertriebener nach Lübeck. Insbesondere seine Rolle in der zivilen Besatzungsverwaltung konnte er unwiderlegt mit der Behauptung „Von 1939 an wurde ich Soldat und habe auch an der Front gestanden. Ich kam im März 1948 aus der Gefangenschaft zurück“ verschleiern. Dies war zwar nicht grundsätzlich falsch, ließ aber seine erhebliche NS-Verstrickung außen vor. Danker und Lehmann-Himmel charakterisieren ihn in ihrer Studie über das Verhalten und die Einstellungen der Schleswig-Holsteinischen Landtagsabgeordneten und Regierungsmitglieder der Nachkriegszeit in der NS-Zeit als „exponiert-nationalsozialistischen Besatzungsakteur“.
Ab 1950 war er Rechtsanwalt, ab 1952 auch Notar in Lübeck. Gille war Mitbegründer der Neuen Lübecker Norddeutschen Baugenossenschaft eG. Die Gründung der Genossenschaft erfolgte am 14. November 1949 mit der Zielsetzung, insbesondere den Heimatvertriebenen und Flüchtlingen Wohnraum in Lübeck und später in Norddeutschland bereitzustellen. Er gehörte dem Aufsichtsrat dieser Genossenschaft von 1949 bis zu seinem Tode 1971 als Vorsitzender an.
In den 1960er Jahren wurde er im Rahmen der staatsanwaltschaftlichen Ermittlungen gegen den stellvertretenden Gebietskommissar von Nowogrodek, Wilhelm Reuter, vernommen. Da die Reuter vorgeworfenen Massenmorde an den dortigen Juden jedoch deutlich vor Gilles Tätigkeit in Nowogrodek stattfanden, blieb die Angelegenheit für ihn folgenlos. Der Öffentlichkeit blieb seine Rolle als Mitglied der deutschen Besatzungsverwaltung bis nach seinem Tod 1971 unbekannt.
Am 11. September 1968 wurde Gille das Verdienstkreuz 1. Klasse des Bundesverdienstkreuzes verliehen. Er war verheiratet und hatte ein Kind.

## Nachkriegspolitik
1950 gehörte Gille zu den Begründern des GB/BHE, dessen Landesvorsitzender in Schleswig-Holstein er bis 1962 war. Nach der Vereinigung des GB/BHE mit der DP 1961 war er Bundesvorstandsmitglied der GDP.
Von 1950 bis zum 27. Oktober 1954 war Gille Landtagsabgeordneter in Schleswig-Holstein, wo er bis 1954 auch die BHE-Fraktion führte. von 1950 bis zum 6. August 1954 war er Vorsitzender des Innenausschusses des Landtages und Mitglied des Landespolizeibeirates.
1953 wurde er auch in den Deutschen Bundestag gewählt, wo er das Amt eines stellvertretenden Fraktionsvorsitzenden bekleidete. Von 1953 bis zum 31. Dezember 1955 war er stellvertretender Vorsitzender des Bundestagsausschusses für Angelegenheiten der inneren Verwaltung. Öffentliche Kontroversen löste seine Warnung „vor einer Dramatisierung der Neonazigefahr“ aus.
Nach dem Ausscheiden aus dem Bundestag wurde Gille 1958 noch einmal für vier Jahre in den schleswig-holsteinischen Landtag gewählt und war dort Fraktionsvorsitzender und Vorsitzender des Ausschusses für Heimatvertriebene. In seinen Amtszeiten als Landtagsabgeordneter war er insbesondere auch im Bereich der „Vergangenheitspolitik“, wie die Auseinandersetzung mit der NS-Zeit genannt wurde, aktiv. So hielt er insgesamt 38 Reden zu diesem Komplex.
Von 1952 bis 1966 war Gille Sprecher (Bundesvorsitzender) der Landsmannschaft Ostpreußen und spielte auch eine führende Rolle im Bund der Vertriebenen (BdV). In den 1950er Jahren war er Vorsitzender des Landesverbandes der Heimatvertriebenen in Schleswig-Holstein. Als Vorsitzender des Landesverbandes der Heimatvertriebenen Schleswig-Holstein unterzeichnete er die Charta der deutschen Heimatvertriebenen. Aus gesundheitlichen Gründen legte er 1966 alle Ämter nieder.